# Ridgecrest, Florida
Ridgecrest är en så-kallad census-designated place i Pinellas County i Florida. Vid 2010 års folkräkning hade Ridgecrest 2 558 invånare.